# Макарий (Васильев)
Схиепископ Макарий (в мантии Кирилл, в миру Кузьма Васильевич Васильев; 5 [17] сентября 1871, деревня Губа, Тихвинский уезд, Новгородская губерния — 1 апреля 1944, Псково-Печерский монастырь) — епископ Русской православной церкви, епископ Маловишерский, викарий Новгородской епархии.

## Биография
Родился в крестьянской семье. Мать была родом с Украины (возвращаясь с военной службы его отец привёз жену). Семья жила бедно, поэтому сына отдали в Антониево-Дымский монастырь, где он работал водовозом. Имел хороший голос, поэтому начал петь в церковном хоре. Монахи же обучили Кузьму грамоте. Окончил земскую школу.
С юных лет хотел поступить в монастырь, однако исполнить желаемое смог не сразу, так как штаты всех монастырей епархии были заполнены, и новых послушников в них не принимали. В 1894 году на месте упразднённой Макарьевой пустыни был учреждён миссионерский монастырь, и Кузьма Васильев устремился туда. Там в 1900 году он принял монашеский постриг с именем Кирилл, а в 1901 году был рукоположен в сан иеромонаха.
После преобразования монастыря в общежительный и отстранения от должности первого настоятеля, игумена Арсения (Алексеева), братия единодушно избрала настоятелем иеромонаха Кирилла. 19 августа 1906 года Святейший Синод утвердил решение братии.
11 марта 1910 года возведён в сан игумена.
Известность монастыря, число братии и богомольцев постепенно возрастали. К игумену Кириллу из разных мест, особенно из Петербурга, постоянно тянулись люди в поисках духовного утешения.
В 1919—1920 годы монастырь был преобразован в трудовую сельскохозяйственную артель «Земля и труд». Подобные преобразования вводились в монастырях повсеместно с целью недопущения их закрытия. Богослужения в храмах продолжали совершаться, а в корпусах монастыря жили 30-40 насельников.
Весной 1922 года с началом кампании по «изъятию церковных ценностей» игумен Кирилл призвал верующих к защите главной святыни обители — раки с мощами преподобного Макария — «до последней возможности, даже до крови». От изъятия удалось скрыть множество драгоценной церковной утвари и священных предметов.
Резко отрицательно отнёсся к возникшему в мае 1922 года обновленческому расколу. Не признавая обновленческого ВЦУ, он стал одним из руководителей «автокефального движения» в Новгородской епархии.
Архиепископ Андрей (Ухтомский) предложил стать игумену Кириллу епископом, на что последовало его согласие. Согласие на эту хиротонию дал временно управляющий Новгородской автокефалией епископ Крестецкий Серафим (Велицкий) по поручению архиепископа Андрея (Ухтомского) по просьбе православных Новгородской епархии.
22 марта (4 апреля) 1923 года тайно хиротонисан во епископа Любанского, викария Новгородской епархии. Хиротонию совершили Трофим (Якобчук) и епископ Валдайский Иосиф (Невский). Хиротония была совершена в период домашнего ареста Патриарха Тихона с целью противодействия обновленцам. После хиротонии оставался настоятелем пустыни.
15 июля 1924 года вместе с и пятнадцатью иноками были арестованы за сокрытие монастырских ценностей. Их увезли в Новгород, где судили. Был приговорён к пяти годам тюрьмы со строгой изоляцией.
С 1927 года — епископ Маловишерский, викарий Новгородской епархии. В июле 1928 года уволен на покой. Тогда же в Александро-Невской Лавре принял схиму с именем Макарий.
17 февраля 1932 года арестован в числе братии Макарьевской пустыни. Приговорён к 3 годам ссылки в Казахстан. Освобождён в 1935 году.
После окончания срока ссылки поселился в районе Чудова. Вплоть до начала Великой Отечественной войны и оккупации этих мест с большими предосторожностями и постоянной опаской скитался по разным местам в пределах бывших Новгородской и Петроградской губерний, работал пастухом у крестьян в колхозах, объезжал города и сёла, тайно совершая богослужения и требы, готовил своих духовных чад к принятию сана, постригал в монашество и рукополагал. Шутя говорил, что у него была своя духовная семинария и академия. Имел многочисленных духовных чад — мирян, тайных монахов и тайных священников. Был близок к иосифлянам.
Приход германских войск застал схиепископа Макария в Чудове, после чего он отправился в свой монастырь чтобы собрать уцелевших насельников и возродить обитель. Здесь он узнал о расстреле оккупационными войсками пациентов инвалидного дома, который располагался в зданиях закрытой Макарьевской пустыни. Возродить монастырь нацисты не позволили. В конце 1941 года, после Тихвинского контрнаступления красной армии, Макарьевская пустынь оказалась вблизи линии фронта. Немецкие войска создали в бывшей Макарьевой пустыни мощный опорный пункт, а в одном из зданий оборудовали штаб. Сопротивлявшегося этому схиепископа Макария перевезли в Чудово. В ходе боевых действий Макарьевская пустынь была полностью разрушена.
В начале 1942 года схиепископ Макарий и его келейник иеродиакон Вукол (Николаев) были перевезены немцами во Псков. 14 апреля 1942 года они поселились в Псково-Печерском монастыре. Схиепископ Макарий, которому было 70 лет, решил навсегда остаться в Печерской обители, где поселился в здании трапезной, на нижнем этаже. Вёл строгую молитвенную жизнь, ежедневно посещал храм и периодически служил, снискав всеобщую любовь насельников монастыря. Высокий, сухощавый, аскетического вида старец ещё казался крепким и энергичным. Принимал участие в деятельности Псковской миссии.
28 августа 1943 года в Сретенском храме принял участие в архипастырском совещании духовенства Московского патриархата, служившего на оккупированных территориях.
Погиб во время бомбардировки обители советской авиацией в ночь с 31 марта на 1 апреля 1944 года. При налёте советской авиации отказался спускаться в бомбоубежище и был убит осколком бомбы. Чин погребения был совершён 2 апреля 1944 года в монастырских пещерах. Похоронен в Богом зданных пещерах.